# Johannes Christiaan Karel Klinkenberg
Johannes Christiaan Karel Klinkenberg (La Haia, 1852 – 1924) fou un pintor neerlandès del segle xix. Fou deixeble de Christoffel Bisschop (1828 – 1904) i Louis Meijer i va esdevenir membre del Pulchri Studio. En honor seu s'anomenà un carrer de la barriada d'Overtoomse Veld-Noord d'Amsterdam.

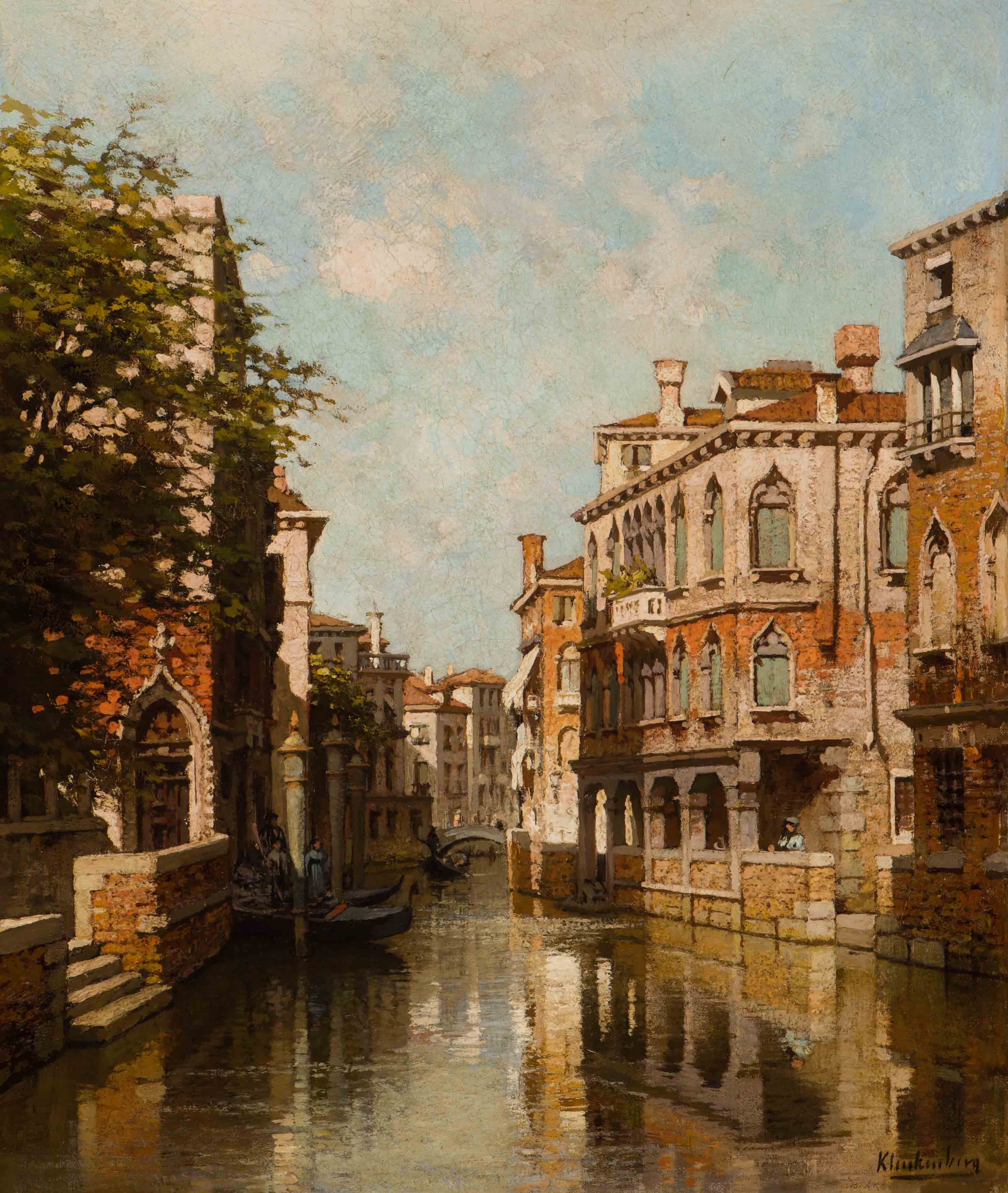
Venècia
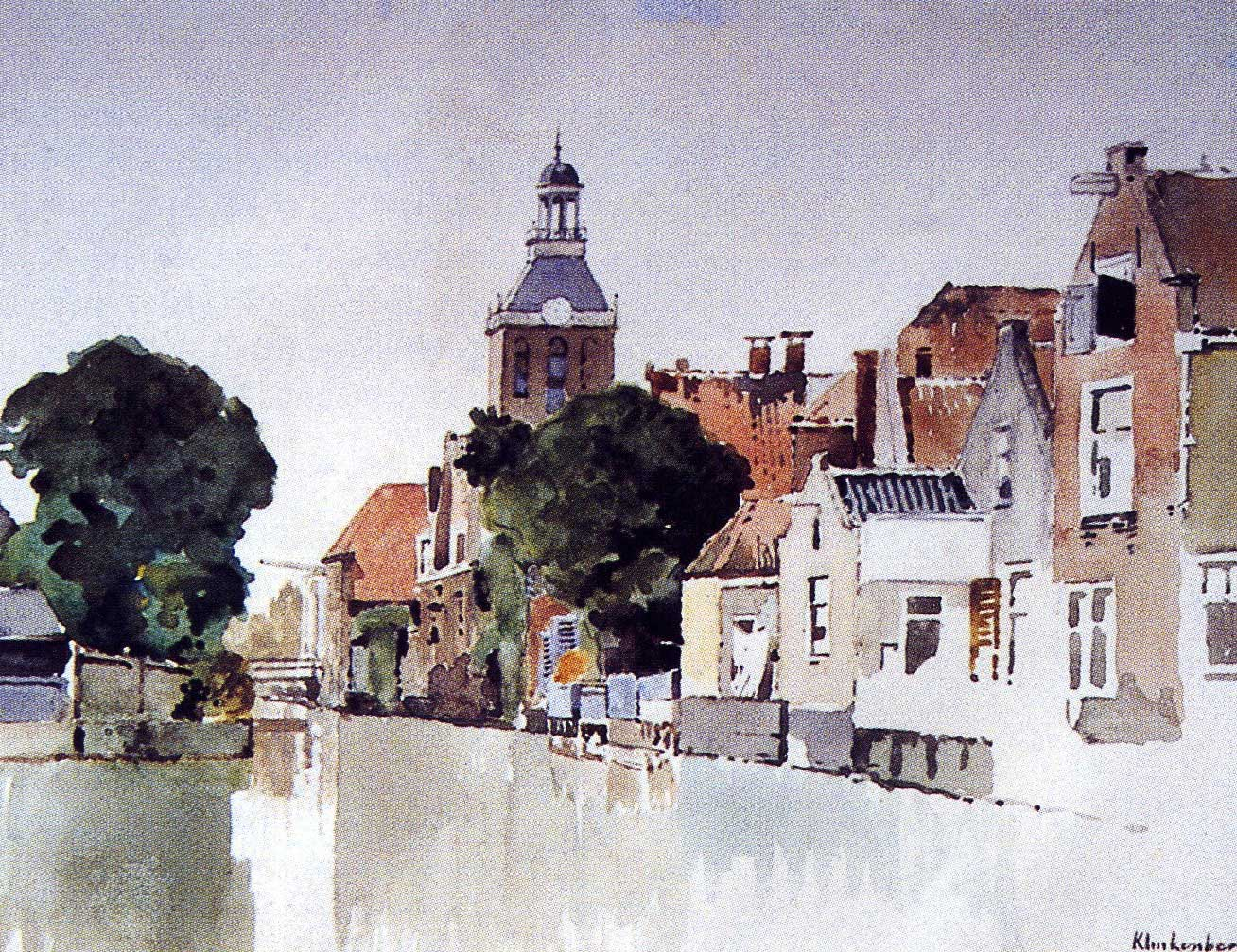
Meppel
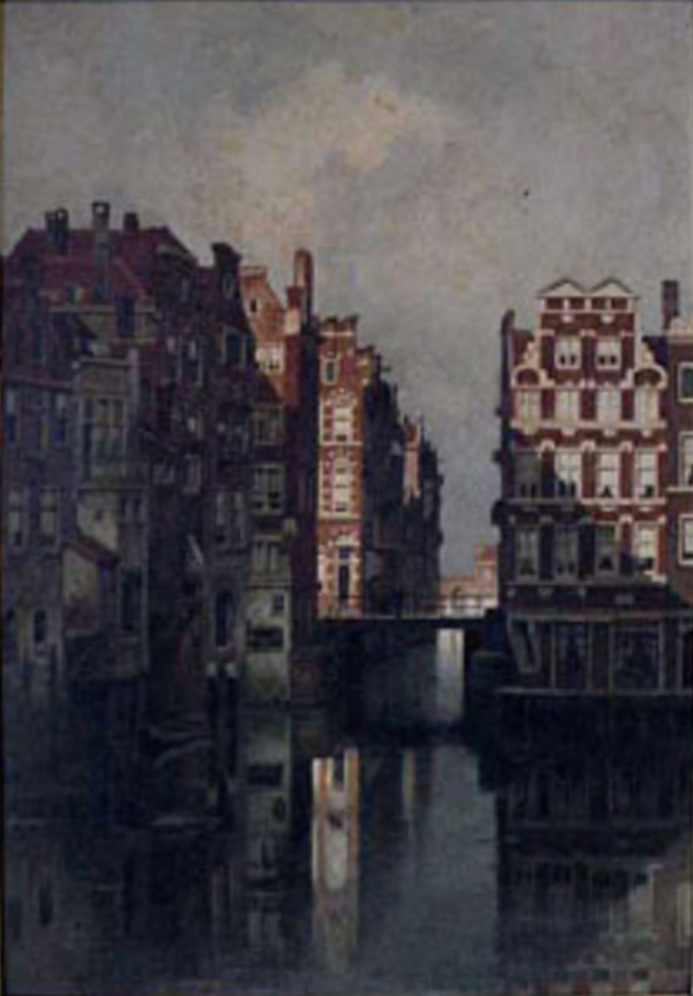
Kolkje Amsterdam